# Kōhei Yamakoshi
Kōhei Yamakoshi (山越 康平, Yamakoshi Kōhei) est un footballeur japonais né le 4 mai 1993.